# 江西暫行縣市鄉自治條例案
江西暫行縣市鄉自治條例案由江西議會議員盧建侯於1922年3月在第三屆江西議會上提出。《條例案》建議江西從內部的地方自治先做起，先行縣長民選，縣以下分市鄉一級為自治區域，縣市鄉設大會為公決機關，市鄉設公斷處為法庭之外的調處所，經費均來自地方稅收。該條例案還附有《江西暫行縣自治條例》。